# بيل لوكاس (مجدف)
بيل لوكاس (بالإنجليزية: William Lucas)‏ هو مجدف بريطاني، ولد في 13 سبتمبر 1987 في إكزتر في المملكة المتحدة.

## وصلات خارجية
- ويليام لوكاس على موقع الاتحاد الدولي للتجديف (الإنجليزية)
- ويليام لوكاس على موقع أوليمبيديا (الإنجليزية)
- ويليام لوكاس على موقع اللجنة الأولمبية البريطانية (الإنجليزية)